# Пам'ятки історії Бродівського району
У Бродівському районі Львівської області нараховується 21 пам'ятка історії.
| #  | назва | датування                     | адреса                                     | охоронний номер | Номер і дата рішення             |
| -- | --- | ----------------------------- | ------------------------------------------ | --------------- | -------------------------------- |
| 1  | Могила козацька (пам., 1896, камінь) | XVII ст.                      | с. Шнирів, при в'їзді в село               | 251             | Рішення № 183, 05.05.1972        |
| 2  | Братська могила радянських воїнів (пам., ск. В. Титаренко, 1957, граніт) | серпень 1920 р.               | с. Лучківці, сільське кладовище            | 252             | Рішення № 183, 05.05.1972        |
| 3  | Могила Берковського О. Д. (пам., 1957) | 30 серпня 1920 р.             | с. Заболотці                               | 253             | Рішення № 183, 05.05.1972        |
| 4  | Могила Степаніва Ананія, сотника українського стрілецтва (пам., 1993) |                               | с. Заболотці, кладовище                    | 1433            | Розпорядження № 1039, 06.10.1997 |
| 5  | Кладовище радянських воїнів (2 бр. могили; пам., 1972, мармурова крихта, бетон)                                                                                                  | 1941—1945 рр.                 | м. Броди, Київське шосе                    | 254             | Рішення № 183, 05.05.1972        |
| 6  | Братська могила радянських воїнів і мирних жителів (пам., 1952, мармурова крихта)                                                                                                | липень 1944 р., 1945–1950 рр. | м. Броди, міське кладовище                 | 255             | Рішення № 183, 05.05.1972        |
| 7  | Братська могила невідомих радянських воїнів (пам., 1963) | 1941—1945 рр.                 | м. Броди, міське кладовище                 | 256             | Рішення № 183, 05.05.1972        |
| 8  | Кладовище радянських воїнів (1-бр., 51-індивід. могили; пам., 1975, мармурова крихта)                                                                                            | 1944 р.                       | с. Заболотці, сільське кладовище           | 257             | Рішення № 183, 05.05.1972        |
| 9  | Братська могила радянських воїнів (пам., 1975, мармурова крихта) | 1944 р., 1957 р. (перепох.)   | смт Підкамінь, сквер                       | 259             | Рішення № 183, 05.05.1972        |
| 10 | Дільниця на кладовищі, де поховані радянські воїни та мирні жителі (9 — бр. та 3 — індивід. могили; пам., 1954, мармурова крихта, бетон)                                         | 1944 р.                       | смт Підкамінь, кладовище                   | 260             | Рішення № 183, 05.05.1972        |
| 11 | Братська могила радянських воїнів (пам., 1967, з/бетон) | 1944 р., 1967 р. (перепох.)   | с. Підгірці (біля санаторію)               | 258             | Рішення № 183, 05.05.1972        |
| 12 | Братська могила воїнів УПА (пам., 1993) | 1945—1950 рр.                 | с. Лешнів, кладовище                       | 1434            | Розпорядження № 528, 19.07.1995  |
| 13 | Братська могила воїнів УПА (пам., 1993) | липень 1944 р.                | с. Підгірці, окраїна села, на схилі        | 1435            | Розпорядження № 528, 19.07.1995  |
| 14 | Хата, в якій народився Тудор С. Й. (худ.-мем. табл., 1973, мармур) | 28.08. 1892 р.                | с. Пониква                                 | 975д            | Рішення № 183, 05.05.1972        |
| 15 | Будинок гімназії, де вчилися Труш І. І., Тудор С. Й., Роздольський О. І., Рот Йозеф, австрійський письменник, викладав Щурат В. Г. (пам., ск. Б. Романець, 1984, камінь, бронза) | кін. XIX — поч. ХХ ст.        | м. Броди, вул. Коцюбинського, 10           | 1436            | Рішення № 450, 28.10.1987        |
| 16 | Місце, де стояла хата, в якій народився один з авторів «Русалки Дністрової», український поет і вчений Головацький Я. Ф. (пам., арх. Я. Руцький)                                 |                               | с. Чепелі                                  | 1437            | Рішення № 450, 28.10.1987        |
| 17 | Пам'ятник на честь скасування панщини (1990, камінь) | 1848 р.                       | с. Пониква, біля цвинтаря                  | 1438            | Розпорядження № 528, 19.07.1995  |
| 18 | Пам'ятник тверезості (1990, чавун) | 1874 р.                       | с. Підгірці, х. Пліснесько, біля монастиря | 1439            | Розпорядження № 528, 19.07.1995  |
| 19 | Пам'ятник тверезості (1991, камінь) | 1874 р.                       | с. Лешнів, при в'їзді                      | 1440            | Розпорядження № 1039, 06.10.1997 |
| 20 | Пам'ятник жертвам репресій (ск. Б. Романець, арх. І. Тимчишин, 1993, кована мідь)                                                                                                | 1939—1950 рр.                 | м. Броди, майдан Свободи                   | 1441            | Розпорядження № 528, 19.07.1995  |
| 21 | Пам'ятний знак на честь І-ї річниці проголошення незалежності України (арх. Я. Руцький, 1992, мармурова крихта)                                                                  | 30 серпня 1992 р.             | с. Підгірці                                | 1442            | Розпорядження № 1039, 06.10.1997 |

## Джерело
- Перелік пам'яток Львівської області [Архівовано 16 вересня 2012 у Wayback Machine.]

 Вікісховище має мультимедійні дані за темою: Пам'ятки історії Бродівського району